# Parageaya uruguayensis
Parageaya uruguayensis is een hooiwagen uit de familie Sclerosomatidae.